# Anthophorini
Tribu
Les Anthophorini sont une tribu d'insectes de la famille des Apidae (une des familles d'abeilles), de la sous-famille des Apinae.

## Liste des genres
Selon BioLib (14 juillet 2025) :
- Amegilla Friese, 1897
- Anthophora Latreille, 1803
- Deltoptila LaBerge & Michener, 1963
- Elaphropoda Lieftinck, 1966
- Habrophorula Lieftinck, 1974
- Habropoda Smith, 1854
- Pachymelus Smith, 1879
- Varthemapistra Engel, 2018